# Кавказка армия (Първа световна война)
Кавказката армия е оперативно съединение на руските войски, което действа на Кавказкия театър на военните действия по време на Първата световна война. Участва в Кавказката и Персийската кампании.
На началния етап, главнокомандващ на армията е кавказкия наместник и главнокомандващ войските на Кавказкия военен окръг – генерал-адютант Иларион Воронцов-Дашков. Той обаче, практически не взима участие в разработката на операциите и ръководството на войските, предавайки командването на своя помощник – генерал Александър Мишлаевски, а след неговата смяна през януари 1915 г. – на генерал Николай Юденич.
Състав на армията през 1914 г.:
- 1-ви Кавказки армейски корпус – генерал Бергман
  - 2 пехотни дивизии
  - 2 казашки стрелкови бригади
  - 1-ва Кавказка казашка дивизия – генерал Баратов
- 2-ри Туркестански армейски корпус
  - 4 бригади

Преди началото на бойните действия, Кавказката армия е разсредоточена на две групи, в съответствие с двете главни операционни направления:
- Карско направление (Карс – Ерзурум) – около 6 дивизии в района на Олти и Саръкамъш.
- Ереванско направление (Ереван – Алашкерт) – около 2 дивизии, подсилени със значителен брой конници, в района на Игдиря.

Фланговете са прикривани от неголеми самостоятелни отряди от пограничната стража, казаци и опълчение. Десният фланг прикрива направлението откъм Черноморското крайбрежие и Батуми, а левия е обърнат против кюрдските райони, където, с обявяването на мобилизацията, турците започват да сформират кюрдска нередовна конница, и персийската част на Азербайджан.
Общо Кавказката армия наброява около 153 батальона, 175 казашки сотни и 350 оръдия. Срещу нея противостои 3-та турска армия (около 100 батальона, 35 ескадрона и 244 оръдия).
Заради загубите в битките при Таненберг и при Мазурските езера, руснаците прехвърлят почти половината от войските на армията на Източния фронт, оставяйки само 65 000 войници от първоначалните 100 000 срещу турската армия. 
През април 1917 г. Кавказката армия е преобразувана в Кавказки фронт – подразделение на Червената армия (да не се бърка с Каквказки фронт на Първата световна война).